# Liste der Naturdenkmale im Landkreis Sächsische Schweiz-Osterzgebirge
Die Liste der Naturdenkmale im Landkreis Sächsische Schweiz-Osterzgebirge nennt die Listen der in den Städten und Gemeinden im Landkreis Sächsische Schweiz-Osterzgebirge in Sachsen gelegenen Naturdenkmale.

## Naturdenkmale im Landkreis Sächsische Schweiz-Osterzgebirge
Um eine Übersicht der Naturdenkmale im Landkreis zu schaffen, wurde diese Liste erstellt und in Teillisten für die Städte und Gemeinden im Landkreis Sächsische Schweiz-Osterzgebirge unterteilt.
| Stadt/Gemeinde                  | Liste                                                      |
| ------------------------------- | ---------------------------------------------------------- |
| Altenberg                       | Liste der Naturdenkmale in Altenberg (Erzgebirge)          |
| Bad Gottleuba-Berggießhübel     | Liste der Naturdenkmale in Bad Gottleuba-Berggießhübel     |
| Bad Schandau                    | Liste der Naturdenkmale in Bad Schandau                    |
| Bahretal                        | Liste der Naturdenkmale in Bahretal                        |
| Bannewitz                       | Liste der Naturdenkmale in Bannewitz                       |
| Dippoldiswalde                  | Liste der Naturdenkmale in Dippoldiswalde                  |
| Dohma                           | Liste der Naturdenkmale in Dohma                           |
| Dohna                           | Liste der Naturdenkmale in Dohna                           |
| Dorfhain                        | Liste der Naturdenkmale in Dorfhain                        |
| Dürrröhrsdorf-Dittersbach       | Liste der Naturdenkmale in Dürrröhrsdorf-Dittersbach       |
| Freital                         | Liste der Naturdenkmale in Freital                         |
| Glashütte                       | Liste der Naturdenkmale in Glashütte (Sachsen)             |
| Gohrisch                        | Liste der Naturdenkmale in Gohrisch                        |
| Hartmannsdorf-Reichenau         | Liste der Naturdenkmale in Hartmannsdorf-Reichenau         |
| Heidenau                        | keine Naturdenkmale bekannt                                |
| Hermsdorf/Erzgeb.               | Liste der Naturdenkmale in Hermsdorf/Erzgeb.               |
| Hohnstein                       | Liste der Naturdenkmale in Hohnstein (Sächsische Schweiz)  |
| Klingenberg                     | Liste der Naturdenkmale in Klingenberg (Sachsen)           |
| Königstein (Sächsische Schweiz) | Liste der Naturdenkmale in Königstein (Sächsische Schweiz) |
| Kreischa                        | Liste der Naturdenkmale in Kreischa                        |
| Liebstadt                       | Liste der Naturdenkmale in Liebstadt                       |
| Lohmen                          | Liste der Naturdenkmale in Lohmen (Sachsen)                |
| Müglitztal                      | Liste der Naturdenkmale in Müglitztal                      |
| Neustadt in Sachsen             | Liste der Naturdenkmale in Neustadt in Sachsen             |
| Pirna                           | Liste der Naturdenkmale in Pirna                           |
| Rabenau                         | Liste der Naturdenkmale in Rabenau (Sachsen)               |
| Rathen                          | keine Naturdenkmale bekannt                                |
| Rathmannsdorf                   | keine Naturdenkmale bekannt                                |
| Reinhardtsdorf-Schöna           | Liste der Naturdenkmale in Reinhardtsdorf-Schöna           |
| Rosenthal-Bielatal              | Liste der Naturdenkmale in Rosenthal-Bielatal              |
| Sebnitz                         | Liste der Naturdenkmale in Sebnitz                         |
| Stadt Wehlen                    | Liste der Naturdenkmale in Stadt Wehlen                    |
| Stolpen                         | Liste der Naturdenkmale in Stolpen                         |
| Struppen                        | Liste der Naturdenkmale in Struppen                        |
| Tharandt                        | Liste der Naturdenkmale in Tharandt                        |
| Wilsdruff                       | Liste der Naturdenkmale in Wilsdruff                       |